# Emils Tränenhügel

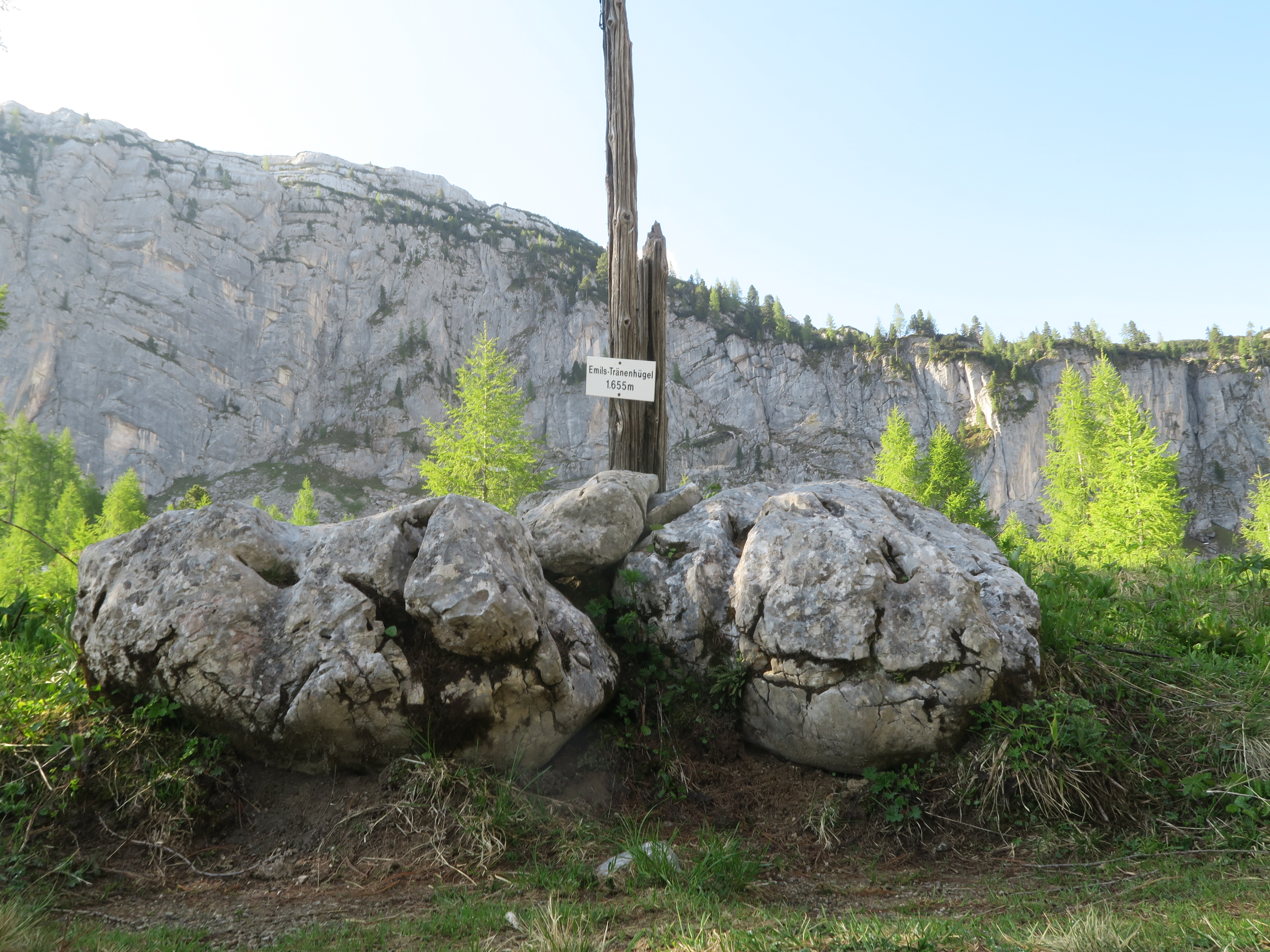
Emils Tränenhügel

Als Emils Tränenhügel wird der höchste Punkt in 1655 m ü. A. Höhe am Weitwanderweg 201 (Nordalpenweg) von der Elmgrube zur Pühringerhütte im Toten Gebirge im steirischen Teil des Salzkammergutes bezeichnet. Von hier aus sieht man auf der Tour erstmals die Pühringerhütte.
Die Namensgebung ist nicht belegt. Die Behauptung, dass sich der Name auf den Obmann der Sektion Wels des Österreichischen Alpenvereins und namensgebende Mäzen Emil Pühringer bezieht, ist falsch. Der Name der Pühringerhütte bezieht sich auf den Welser Apotheker Ferdinand Pühringer und Sepp Huber war der Obmann der Sektion Wels zu dieser Zeit.